# آرتین دادیان پاشا
آرتین دادیان پاشا (انگلیسی: Artin Dadyan Pasha؛ زادهٔ ۱۸۳۰ - درگذشته ۱۹۰۱) دیپلمات و سیاست‌مدار ارمنی‌تبار اهل امپراتوری عثمانی که از تاریخ ۱۸۷۶ تا تاریخ ۱۹۰۱ سمت معاون وزیر امورخارجه امپراتوری عثمانی را برعهده داشت.

## زندگی‌نامه
با نام اصلی هاروتیون گارگین دادیان در سال ۱۸۳۰ به دنیا آمد. وی پسر فرمانده توپخانه، هوهانس بیگ دادیان بود. دادیان تا سن دوازده سالگی تحصیلات، فراگرفت. در ۱۸۴۲ به پاریس فرستاده شد. ابتدا از سنت باربه و سپس از کالج گران دو لوئیس فارغ‌التحصیل شد. سپس وی تحصیلاتش را در دانشگاه سوربن ادامه داد. پس از بازگشت به استانبول در سال ۱۸۴۸، در خدمت مدنی به عنوان معلم زبان فرانسوی در کالج جنگ شروع به فعالیت نمود. وی در سال ۱۸۴۹ به عنوان منشی در بخش انتشارات خارجی در وزارت امور خارجه منصوب شد.